# Matthew Halsall
Matthew Halsall (* 11. September 1983 in Manchester) ist ein britischer Jazzmusiker (Trompete, Komposition) und Bandleader.

## Leben und Wirken
Halsall legte mit Sending My Love (2008) sein Debütalbum auf seinem eigenen Label Gondwana Records vor, gefolgt von Colour Yes  2009. Sein drittes Album On the Go, das 2011 erschien, wurde mit dem Gilles Peterson Worldwide Winners Award ausgezeichnet und 2011 für die MOBO Awards nominiert.
2012 legte Halsall mit Fletcher Moss Park sein viertes Album vor; 2014 erschien When the World Was One, das er mit seinem achtköpfigen Gondwana Orchestra eingespielt hatte. Es wurde das iTunes Jazz Album des Jahres 2014. 2015 legte er Into Forever und 2016 den Remix von On the Go vor. Im Bereich des Jazz war er laut Tom Lord zwischen 2008 und 2017 an 22 Aufnahmesessions beteiligt, neben seinen eigenen Produktionen auch mit Nat Birchall, Dwight Trible (Inspirations, 2017) und Chip Wickham. Er produzierte auch Jasmine Myras Album Rising (2024).
Halsall wird als Vertreter des Spiritual Jazz in eine Reihe mit Musikern wie John Coltrane und Pharoah Sanders gestellt.

## Diskographische Hinweise
- 2008: Sending My Love (Matthew Halsall)
- 2009: Colour Yes (Matthew Halsall)
- 2011: On the Go (Matthew Halsall)
- 2012: Fletcher Moss Park (Matthew Halsall)
- 2014: When the World Was One (Matthew Halsall & The Gondwana Orchestra)
- 2015: Into Forever (Matthew Halsall & The Gondwana Orchestra)
- 2019: Oneness
- 2020: Salute to the Sun (Gondwana Records), mit Matt Cliffe, Maddie Herbert, iviu Gheorghe, Alan Taylor, Jack McCarthy, Gavin Barras
- 2023: An Ever Changing View (Gondwana Records)